# Senda del Poeta
La Senda del Poeta, GR 125, o camí Hernandià, és un itinerari cultural, turístic i mediambiental basat en la vida i obra del poeta Miguel Hernández, que any rere any, des de 1998, se celebra en un cap de setmana proper a la data de la mort del poeta, el 28 de març de 1942, amb la finalitat de reunir a persones de totes les edats i compartir, entre versos, cants i tertúlies, aquells llocs que van ser importants per al poeta.

## Origen
L'any 1998 un grup d'amics aficionats al senderisme i amants de les obres del poeta Miguel Hernández, van impulsar la primera Senda del Poeta. Aquest primer plantejament va sorgir de les dues passions que els unien: senderisme i poesia. Va ser un recorregut al voltant de la vida del poeta que la Federació de Muntanyisme de la Comunitat Valenciana va ajudar a materialitzar. Amb això, des de la primera edició, la Senda del Poeta va tenir el suport de l'Associació Amics de Miguel Hernández, de l'Associació Cultural Miguel Hernández i de l'Institut Valencià de la Joventut, que actualment organitza l'activitat en col·laboració amb els ajuntaments pels quals passa la senda i la Diputació d'Alacant. De la desena de participants inicials el 1998 es va passar als 4.500 inscrits el 2010, any de la commemoració del centenari del naixement de Miguel Hernández, superant-se cada any les expectatives.

## La senda
Aquest camí poètic passa per deu localitats alacantines, començant des de la que va ser la seua casa a Oriola; passant per Redovà, poble natal del pare del poeta, Miguel Hernández Sánchez; Callosa de Segura; Coix, on va viure diversos anys amb la seua dona, Josefina Manresa; Sant Isidre; la Granja de Rocamora; Albatera; Crevillent; Elx, on viuen els seus nets i nora; fins a Alacant, on va estar empresonat i va ser soterrat. La senda està inscrita oficialment com a sender de Gran Recorregut coincidint amb el sender internacional GR-125, la qual cosa serveix d'ajuda per seguir el recorregut sense necessitat d'esperar a l'esdeveniment anual.

Signatura del poeta Miguel Hernández

| «                                      | Conozco bien los caminos conozco los caminantes del mar, del fuego, del sueño, de la tierra, de los aires. Y te conozco a ti que estás dentro de mi sangre | » |
| — Miguel Hernández , Poemas sueltos, V | |   |

## Etapes i itineraris

### Primera etapa:Oriola[2]
Eixida des de la Casa Museu de Miguel Hernández – Redovà – Callosa – Coix - la Granja de Rocamora – Albatera:
- Longitud aproximada: 17 km
- Durada aproximada: 5 hores

### Segona etapa: Albatera[2]
Eixida des de la Casa de Cultura – Sant Isidre – Crevillent – Elx:
- Longitud aproximada: 17 km
- Durada aproximada: 4-5 hores

### Tercera etapa:Elx[2]
Eixida des de la Universitat Miguel Hernández – Rebolledo – Alacant:
- Longitud aproximada: 22 km